# Wojciech Borowik
Wojciech Jan Borowik (ur. 24 czerwca 1956 w Warszawie, zm. 22 grudnia 2020) – polski prawnik i polityk, działacz opozycji w okresie PRL, poseł na Sejm II kadencji, prezes zarządu Stowarzyszenia Wolnego Słowa.

## Życiorys
Syn Andrzeja i Janiny. Ukończył w 1979 studia na Wydziale Prawa i Administracji Uniwersytetu Warszawskiego. Uzyskał następnie uprawnienia brokera ubezpieczeniowego.
W okresie PRL działał w opozycji demokratycznej, współpracował z Komitetem Obrony Robotników. Wstąpił do „Solidarności” i Niezależnego Zrzeszenia Studentów. Po wprowadzeniu stanu wojennego został internowany na ponad pół roku, po zwolnieniu współpracował z prasą niezależną. W 1989 pełnił funkcję zastępcy dyrektora biura Komitetu Obywatelskiego.
Na początku lat 90. był działaczem Ruchu Obywatelskiego Akcja Demokratyczna i Ruchu Demokratyczno-Społecznego, pracował jako sekretarz koła parlamentarnego Solidarności Pracy. Od 1992 do 1993 pełnił funkcję kierownika biura reklamy „Expressu Wieczornego”.
Należał do założycieli Unii Pracy. Od 1993 do 1997 sprawował mandat posła II kadencji z listy tej partii. W 1997 bez powodzenia ubiegał się o reelekcję w okręgu podwarszawskim. W 2001 kandydował do Sejmu z ramienia Sojuszu Lewicy Demokratycznej – Unii Pracy w okręgu lubuskim.
W latach 2002–2004 zajmował stanowisko wiceprezesa Głównego Urzędu Statystycznego. W 2007 stanął na czele zespołu ds. budowy Muzeum Komunizmu w Warszawie. Pełnił funkcję prezesa zarządu Stowarzyszenia Wolnego Słowa.
Zmarł na skutek COVID-19 w okresie światowej pandemii tej choroby. Pochowany na cmentarzu Wojskowym na Powązkach (kwatera Q, kolumbarium 4–2–9).

## Odznaczenia
W 2008 został odznaczony przez prezydenta Lecha Kaczyńskiego Krzyżem Komandorskim Orderu Odrodzenia Polski. W 2015 otrzymał Krzyż Wolności i Solidarności